# Sobekhotep VII.
Merkaure Sobekhotep, znan tudi kot Sobekhotep VII., je bil 37. faraon Trinajste egipčanske dinastije, ki je vladala v drugem vmesnem obdobju Egipta. Vladal je v Srednjem, morda tudi Gornjem Egiptu od leta 1664 do 1663 pr. n. št. Nemški egiptolog Thomas Schneider datira njegovo kratko vladavino v leta 1646-1644 pr. n. št.

## Dokazi
Merkaure Sobekhotep je dokazan na skarabejskem pečatniku neznanega porekla in dveh kipih iz Karnaka, posvečenih Amonu. Eden od njiju je zdaj v Egipčanskem muzeju v Kairu, eden pa v muzeju Louvre. Kipa predstavljata Sobekhotepa in njegova sinova Bebija in Sobekhotepa.
Merkaure Sobekhotep je omenjen tudi na Torinskem seznamu kraljev (v Ryholtovi različici v 8. vrstici 8. kolone, v Gardinerjevi in von Beckerathovi različici pa v 7. vrstici 8. kolone) in Karnaškem seznamu kraljev. Torinski seznam mu pripisuje 2 leti vladanja (število meseev je izgubljeno) in 3 ali 4 dni. Ryholt mu pripisuje 2 in pol leti vladanja.

## Kronološki položaj
Natnčen položaj Merkaure Sobekhotepa v Trinajsti  dinastiji je zaradi nenatančne kronologije njegovih predhodnikov neznan. Po Torinskem seznamu kraljev je bil neposredni naslednik Sevdžkare Horija. Darrell Baker ga šteje za 37., Kim Ryholt za 38., Jürgen von Beckerath pa za 32. vladarja Trinajste dinastije, Niz njegovih naslednikov je zelo neznesljiv zeradi velike praznine v Torinskem seznamu. Izgubljenih je štiri do sedem ali celo osem imen.